# Carboneras de Guadazaón
Carboneras de Guadazaón è un comune spagnolo di 810 abitanti situato nella comunità autonoma di Castiglia-La Mancia.